# نراد ویچی
نراد ویچی (نام علمی: Abies veitchii) نام یک گونه از سرده نراد است.